# Langensari (Parung Kuda)
Langensari is een bestuurslaag in het regentschap Sukabumi van de provincie West-Java, Indonesië. Langensari telt 6018 inwoners (volkstelling 2010).